# Wyulda squamicaudata
El falangero de cola escamosa (Wyulda squamicaudata) es una especie de marsupial diprotodonto de la familia Phalangeridae. Es la única especie de su género y no se reconocen subespecies. Es propio de Australia, estando confinado a una pequeña zona del norte del estado de Australia Occidental.